# Calomera opigrapha
Calomera opigrapha es una especie de escarabajo del género Calomera, familia Carabidae. Fue descrita científicamente por Dejean en 1831.
Esta especie habita en Indonesia y Borneo.